# Hàn Quốc tại Đại hội Thể thao châu Á 2014

## Tổng kết huy chương

### Bảng huy chương
| Bộ môn          | Vàng | Bạc | Đồng | Tổng cộng |
| Bắn súng        | 8    | 11  | 8    | 27        |
| Đấu kiếm        | 8    | 6   | 3    | 17        |
| Bowling         | 7    | 1   | 6    | 14        |
| Quần vợt mềm    | 7    | 1   | 4    | 12        |
| Taekwondo       | 6    | 2   | 2    | 10        |
| Bắn cung        | 5    | 3   | 1    | 9         |
| Judo            | 5    | 2   | 8    | 15        |
| Đua ngựa        | 4    | 1   | 1    | 6         |
| Sailing         | 4    | 1   | 1    | 6         |
| Đua xe đạp      | 3    | 4   | 1    | 8         |
| Đấu vật         | 3    | 3   | 6    | 12        |
| Chèo thuyền     | 2    | 5   | 0    | 7         |
| Quyền anh       | 2    | 3   | 1    | 6         |
| Wushu           | 2    | 2   | 3    | 7         |
| Bóng rổ         | 2    | 0   | 0    | 2         |
| Thể dục dụng cụ | 1    | 3   | 4    | 8         |
| Golf            | 1    | 3   | 0    | 4         |
| Cầu lông        | 1    | 2   | 2    | 5         |
| 5 môn phối hợp  | 1    | 2   | 2    | 5         |
| Đua thuyền      | 1    | 1   | 1    | 3         |
| Bóng ném        | 1    | 1   | 0    | 2         |
| Khúc côn cầu    | 1    | 0   | 1    | 2         |
| Bóng đá         | 1    | 0   | 1    | 2         |
| Bóng chuyền     | 1    | 0   | 1    | 2         |
| Bóng chày       | 1    | 0   | 0    | 1         |
| Quần vợt        | 1    | 0   | 0    | 1         |
| Điền kinh       | 0    | 4   | 6    | 10        |
| Cầu mây         | 0    | 4   | 0    | 4         |
| Bơi lội         | 0    | 2   | 6    | 8         |
| Nhảy cầu        | 0    | 1   | 4    | 5         |
| Bóng bàn        | 0    | 1   | 3    | 4         |
| Cử tạ           | 0    | 1   | 1    | 2         |
| 3 môn phối hợp  | 0    | 1   | 0    | 1         |
| Karate          | 0    | 0   | 4    | 4         |
| Kabaddi         | 0    | 0   | 1    | 1         |
| Bóng bầu dục    | 0    | 0   | 1    | 1         |
| Squash          | 0    | 0   | 1    | 1         |
| Tổng cộng       | 79   | 71  | 84   | 234       |

### Huy chương

#### Nhiều huy chương
| Tên              | Bộ môn       | Vàng | Bạc | Đồng | Tổng cộng |
| Lee Na-young     | Bowling      | 4    | 1   | 1    | 6         |
| Park Jong-woo    | Bowling      | 3    | 0   | 1    | 4         |
| Kim Ae-kyung     | Quần vợt mềm | 3    | 0   | 1    | 4         |
| Kim Beom-jun     | Quần vợt mềm | 3    | 0   | 0    | 3         |
| Kim Jun-hong     | Bắn súng     | 2    | 2   | 0    | 4         |
| Son Yun-hee      | Bowling      | 2    | 1   | 1    | 4         |
| Kim Dong-hoon    | Quần vợt mềm | 2    | 0   | 1    | 3         |
| Kim Cheong-yong  | Bắn súng     | 2    | 0   | 0    | 2         |
| Hwang Young-shik | Đua ngựa     | 2    | 0   | 0    | 2         |
| Lee Ra-jin       | Đấu kiếm     | 2    | 0   | 0    | 2         |
| Jung Jin-sun     | Đấu kiếm     | 2    | 0   | 0    | 2         |
| Kim Jae-bum      | Judo         | 2    | 0   | 0    | 2         |
| Jeon Hee-sook    | Đấu kiếm     | 2    | 0   | 0    | 2         |
| Gu Bon-gil       | Đấu kiếm     | 2    | 0   | 0    | 2         |
| Song Sang-wuk    | Đua ngựa     | 2    | 0   | 0    | 2         |
| Choi Bo-min      | Bắn cung     | 2    | 0   | 0    | 2         |
| Jung Dasomi      | Bắn cung     | 2    | 0   | 0    | 2         |
| Kim Hyeong-jun   | Quần vợt mềm | 2    | 0   | 0    | 2         |
| Kim Bo-mi        | Quần vợt mềm | 2    | 0   | 0    | 2         |
| Joo Og           | Quần vợt mềm | 2    | 0   | 0    | 2         |

#### Huy chương vàng
| Huy chương | Tên | Bộ môn          | Nội dung                               | Ngày       |
| ---------- | --- | --------------- | -------------------------------------- | ---------- |
| Vàng       | Lee Ha-sung | Wushu           | Men's Changquan                        | 20 tháng 9 |
| Vàng       | Chung Yoo-yeon, Kim Kyun-sub, Kim Dong-seon, Hwang Young-shik | Đua ngựa        | Dressage Team                          | 20 tháng 9 |
| Vàng       | Kang Dong-jin, Im Chae-bin, Son Je-yong | Đua xe đạp      | Nước rút nam                           | 20 tháng 9 |
| Vàng       | Lee Ra-jin | Đấu kiếm        | Cá nhân nữ                             | 20 tháng 9 |
| Vàng       | Jung Jin-sun | Đấu kiếm        | Cá nhân nam Épée                       | 20 tháng 9 |
| Vàng       | Kim Cheong-yong, Jin Jong-oh, Lee Dae-myung | Bắn súng        | 10m súng ngắn nam                      | 21 tháng 9 |
| Vàng       | Kim Cheong-yong | Bắn súng        | 10m súng ngắn nam                      | 21 tháng 9 |
| Vàng       | Joung Da-woon | Judo            | Hạng dưới 63kg nữ                      | 21 tháng 9 |
| Vàng       | Kim Seong-yeon | Judo            | Hạng dưới 70kg nữ                      | 21 tháng 9 |
| Vàng       | Kim Jae-bum | Judo            | Hạng dưới 81kg nam                     | 21 tháng 9 |
| Vàng       | Jeon Hee-sook | Đấu kiếm        | Women's Individual Foil                | 21 tháng 9 |
| Vàng       | Gu Bon-gil | Đấu kiếm        | Men's Individual Sabre                 | 21 tháng 9 |
| Vàng       | Kim Jang-mi, Kwak Jung-hye, Lee Jung-eun | Bắn súng        | Women's 25m Pistol Team                | 22 tháng 9 |
| Vàng       | Jeong Gyeong-mi | Judo            | Hạng dưới 78kg nữ                      | 22 tháng 9 |
| Vàng       | Hwang Young-shik | Đua ngựa        | Dressage Individual                    | 23 tháng 9 |
| Vàng       | Lee Ra-jin, Kim Ji-yeon, Yoon Ji-su, Hwang Seon-a | Đấu kiếm        | Women's Team Sabre                     | 23 tháng 9 |
| Vàng       | Jung Jin-sun, Park Kyoung-doo, Park Sang-young, Kweon Young-jun | Đấu kiếm        | Men's Team Épée                        | 23 tháng 9 |
| Vàng       | Choi Gwang-hyeon, Bang Gui-man, Kim Jae-bum, Lee Kyu-won, Kim Sung-min, Youn Tae-ho, Gwak Dong-han | Judo            | Men's Team                             | 23 tháng 9 |
| Vàng       | Son Wan-ho, Yoo Yeon-seong, Lee Yong-dae, Lee Dong-keun, Kim Sa-rang, Kim Gi-jung, Lee Hyun-il, Ko Sung-hyun, Shin Baek-cheol, Jeon Hyeok-jin | Cầu lông        | Men's Team                             | 23 tháng 9 |
| Vàng       | Eum Bit-na, Jeong Mi-ra, Na Yoon-kyung | Bắn súng        | Women's 50m Rifle Prone Team           | 24 tháng 9 |
| Vàng       | Kim Jun-hong, Song Jong-ho, Jang Dae-kyu | Bắn súng        | Men's 25m Rapid Fire Pistol Team       | 24 tháng 9 |
| Vàng       | Kim Jun-hong | Bắn súng        | Men's 25m Rapid Fire Pistol            | 24 tháng 9 |
| Vàng       | Kim Ye-ji | Chèo thuyền     | Women's Single Sculls                  | 24 tháng 9 |
| Vàng       | Kim Myeong-jin | Wushu           | Men's Sanda 75kg                       | 24 tháng 9 |
| Vàng       | Jeon Hee-sook, Nam Hyun-hee, Oh Ha-na, Kim Mi-na | Đấu kiếm        | Women's Team Foil                      | 24 tháng 9 |
| Vàng       | Gu Bon-gil, Kim Jung-hwan, Won Woo-young, Oh Eun-seok | Đấu kiếm        | Men's Team Sabre                       | 24 tháng 9 |
| Vàng       | Ji Yoo-jin | Chèo thuyền     | Women's Lightweight Single Sculls      | 25 tháng 9 |
| Vàng       | Kim Mi-jin | Bắn súng        | Women's Double Trap                    | 25 tháng 9 |
| Vàng       | Song Sang-wuk, Bang Si-re, Hong Won-jae, Cheon Jai-sik | Đua ngựa        | Eventing Team                          | 26 tháng 9 |
| Vàng       | Song Sang-wuk | Đua ngựa        | Eventing Individual                    | 26 tháng 9 |
| Vàng       | Lee Na-young, Son Yun-hee | Bowling         | Women's Doubles                        | 26 tháng 9 |
| Vàng       | Choi Bo-min, Kim Yun-hee, Seok Ji-hyun | Bắn cung        | Women's Team Compound                  | 27 tháng 9 |
| Vàng       | Choi Bo-min | Bắn cung        | Women's Individual Compound            | 27 tháng 9 |
| Vàng       | Na Ah-reum | Đua xe đạp      | Women's Individual Time Trial          | 27 tháng 9 |
| Vàng       | Kim Min-ji | Bắn súng        | Women's Skeet                          | 27 tháng 9 |
| Vàng       | Jung Dasomi, Chang Hye-jin, Lee Tuk-young | Bắn cung        | Women's Team Recurve                   | 28 tháng 9 |
| Vàng       | Lee Na-young, Son Yun-hee, Jung Da-wun | Bowling         | Women's Trios                          | 28 tháng 9 |
| Vàng       | Jang Kyung-gu | Đua xe đạp      | Men's Road Race                        | 28 tháng 9 |
| Vàng       | Jung Dasomi | Bắn cung        | Women's Individual Recurve             | 28 tháng 9 |
| Vàng       | Oh Jin-hyek | Bắn cung        | Men's Individual Recurve               | 28 tháng 9 |
| Vàng       | Park Gyeol | Golf            | Women's Individual                     | 28 tháng 9 |
| Vàng       | Park Byung-ho, An Ji-man, Kim Min-sung, Lee Jae-hak, Lim Chang-yong, Hwang Jae-gyun, Kang Jung-ho, Oh Jae-won, Lee Jae-won, Yoo Won-sang, Lee Tae-yang, Cha Woo-chan, Na Ji-wan, Kim Kwang-hyun, Son Ah-seop, Hong Seong-moo, Kang Min-ho, Na Sung-bum, Min Byung-hun, Kim Hyun-soo, Bong Jung-keun, Kim Sang-su, Yang Hyeon-jong, Han Hyun-hee | Bóng chày       | Men's Team                             | 28 tháng 9 |
| Vàng       | Cho Gwang-hee | Đua thuyền      | Men's K-1 200m                         | 29 tháng 9 |
| Vàng       | Lim Yong-kyu, Chung Hyeon | Quần vợt        | Men's Doubles                          | 29 tháng 9 |
| Vàng       | Lee Na-young | Bowling         | Women's All Events                     | 30 tháng 9 |
| Vàng       | Kim Hyeong-jun | Quần vợt mềm    | Men's Singles                          | 30 tháng 9 |
| Vàng       | Kim Bo-mi | Quần vợt mềm    | Women's Singles                        | 30 tháng 9 |
| Vàng       | Park Sung-bin | Sailing         | Men's Optimist                         | 30 tháng 9 |
| Vàng       | Ha Jee-min | Sailing         | Men's Laser                            | 30 tháng 9 |
| Vàng       | Kim Chang-ju, Kim Ji-hoon | Sailing         | Men's 470                              | 30 tháng 9 |
| Vàng       | Kim Keun-soo, Song Min-jae | Sailing         | Open Hobie-16                          | 30 tháng 9 |
| Vàng       | Park Jong-woo, Choi Bok-eum, Kim Kyung-min, Kang Hee-won, Hong Hae-sol, Shin Seung-hyeon | Bowling         | Men's Team of 5                        | 30 tháng 9 |
| Vàng       | Park Jong-woo | Bowling         | Men's All Events                       | 30 tháng 9 |
| Vàng       | Jung Ji-hyun | Đấu vật         | Men's Greco-Roman 71kg                 | 30 tháng 9 |
| Vàng       | Kim Ae-kyung, Kim Beom-jun | Quần vợt mềm    | Mixed Doubles                          | 1 tháng 10 |
| Vàng       | Jo Chol-ho | Taekwondo       | Men's +87kg                            | 1 tháng 10 |
| Vàng       | Kim So-hui | Taekwondo       | Women's -46kg                          | 1 tháng 10 |
| Vàng       | Lee Ah-reum | Taekwondo       | Women's -57kg                          | 1 tháng 10 |
| Vàng       | Ryu Han-su | Đấu vật         | Men's Greco-Roman 66kg                 | 1 tháng 10 |
| Vàng       | Kim Hyeon-woo | Đấu vật         | Men's Greco-Roman 75kg                 | 1 tháng 10 |
| Vàng       | Woo Sun-hee, Kim On-a, Ryu Eun-hee, Lee Eun-bi, Yoo Hyun-ji, Park Sae-young, Kim Seon-hwa, Jung Yu-ra, Won Seon-pil, Park Mi-ra, Kim Jin-yi, Choi Su-min, Gwon Han-na, Sim Hae-in, Jung Ji-hae, Song Mi-young | Bóng ném        | Women's Team                           | 1 tháng 10 |
| Vàng       | Kim Jong-eun, Kim Da-rae, Kim Hyun-ji, Lee Young-sil, An Hyo-ju, Heo Jae-seong, Cheon Eun-bi, Jang Soo-ji, Shin Hye-jeong, Kim Ok-ju, Park Mi-hyun, Park Ki-ju, Cho Eun-ji, Seo Jung-eun, Oh Sun-soon, Song Mi-young | Khúc côn cầu    | Women's Team                           | 1 tháng 10 |
| Vàng       | Kim Beom-jun, Kim Dong-hoon | Quần vợt mềm    | Men's Doubles                          | 2 tháng 10 |
| Vàng       | Kim Ae-kyung, Joo Og | Quần vợt mềm    | Women's Doubles                        | 2 tháng 10 |
| Vàng       | Yang Soo-jin, Jeong Mi-na, Choi Min-ji, Kim Sun-woo | 5 môn phối hợp  | Women's Team                           | 2 tháng 10 |
| Vàng       | Lee Dae-hoon | Taekwondo       | Men's -63kg                            | 2 tháng 10 |
| Vàng       | Lee Da-bin | Taekwondo       | Women's -62kg                          | 2 tháng 10 |
| Vàng       | Park Jong-woo | Bowling         | Men's Masters                          | 2 tháng 10 |
| Vàng       | Lee Na-young | Bowling         | Women's Masters                        | 2 tháng 10 |
| Vàng       | Son Yeon-jae | Thể dục dụng cụ | Women's Rhythmic Individual All-Around | 2 tháng 10 |
| Vàng       | Lee Mi-sun, Beon Yeon-ha, Sin Jung-ja, Ha Eun-joo, Kim Dan-bi, Lee Kyung-eun, Park Hye-jin, Lim Yung-hui, Yang Ji-hee, Kwak Joo-yeong, Kim Jung-eun, Kang Young-suk | Bóng rổ         | Women's Team                           | 2 tháng 10 |
| Vàng       | Kim Yeon-koung, Park Jeong-ah, Kim Hee-jin, Kim Hae-ran, Han Song-yi, Lee Da-yeong, Yang Hyo-jin, Lee Hyo-hee, Baek Mok-hwa, Lee Jae-yeong, Nam Jie-youn, Bae Yoo-na | Bóng chuyền     | Women's Team                           | 2 tháng 10 |
| Vàng       | Jang Hyun-soo, Kim Seung-gyu, Kim Jin-su, Kim Min-hyeok, Son Jun-ho, Park Joo-ho, Lee Yong-jae, Kim Seung-dae, Rim Chang-woo, Lee Jong-ho, Lee Jae-sung, Choi Sung-guen, Lee Joo-young, An Yong-woo, Yun Il-lok, No Dong-geon, Kwak Hae-seong, Kim Young-uk, Kim Shin-wook, Moon Sang-yun                                                       | Bóng đá         | Men's Team                             | 2 tháng 10 |
| Vàng       | Kim Tae-hun | Taekwondo       | Men's -54kg                            | 3 tháng 10 |
| Vàng       | Shin Jong-hun | Quyền anh       | Men's Light Fly                        | 3 tháng 10 |
| Vàng       | Ham Sang-myeong | Quyền anh       | Men's Bantam                           | 3 tháng 10 |
| Vàng       | Yang Dong-geun, Moon Tae-jong, Park Chan-hee, Kim Tae-sul, Lee Jong-hyun, Kim Sun-hyung, Cho Sung-min, Yang Hee-jong, Kim Joo-sung, Heo Il-young, Oh Se-keun, Kim Jong-kyu | Bóng rổ         | Men's Team                             | 3 tháng 10 |
| Vàng       | Kim Beom-jun, Kim Dong-hoon, Kim Hyeong-jun, Park Kyu-cheol, Lee Sang-gwon | Quần vợt mềm    | Men's Team                             | 4 tháng 10 |
| Vàng       | Kim Ae-kyung, Joo Og, Kim Ji-yeon, Kim Bo-mi, Yoon Soo-jung | Quần vợt mềm    | Women's Team                           | 4 tháng 10 |

#### Huy chương bạc
| Huy chương | Tên | Bộ môn          | Nội dung                           | Ngày         |
| ---------- | --- | --------------- | ---------------------------------- | ------------ |
| Bạc        | Jin Jong-oh, Choi Young-rae, Lee Dae-myung | Bắn súng        | 50m súng ngắn nam                  | 20 tháng 9   |
| Bạc        | Jung Jee-Hae | Bắn súng        | 10m súng ngắn nữ                   | 20 tháng 9   |
| Bạc        | Kim Won-gyeong, Lee Hye-jin | Đua xe đạp      | Nước rút nữ                        | 20 tháng 9   |
| Bạc        | Kim Ji-yeon | Đấu kiếm        | Cá nhân nữ Sabre                   | 20 tháng 9   |
| Bạc        | Park Kyoung-doo | Đấu kiếm        | Cá nhân nam Épée                   | 20 tháng 9   |
| Bạc        | Lee Yong-hyun | Wushu           | Men's Daoshu / Gunshu              | 21 tháng 9   |
| Bạc        | Im Jae-yeon, Park Sang-hoon, Park Seon-ho, Park Keon-woo | Đua xe đạp      | Men's Team Pursuit                 | 21 tháng 9   |
| Bạc        | Kim Hee-hoon, Shin Dong-hyen, Park Min-soo, Yang Hak-seon, Lee Sang-wook, Lee Hyeok-jung | Thể dục dụng cụ | Men's Artistic Team                | 21 tháng 9   |
| Bạc        | Kim Jan-di | Judo            | Women's -57kg                      | 21 tháng 9   |
| Bạc        | Kim Jung-hwan | Đấu kiếm        | Men's Individual Sabre             | 21 tháng 9   |
| Bạc        | Kim Young-man, Im An-soo, Jeong Won-deok | Cầu mây         | Men's Double Regu                  | 22 tháng 9   |
| Bạc        | Son Hee-jung, Kim You-ri, Lee Ju-mi, Na Ah-reum | Đua xe đạp      | Women's Team Pursuit               | 22 tháng 9   |
| Bạc        | Shin A-lam | Đấu kiếm        | Women's Individual Épée            | 22 tháng 9   |
| Bạc        | Heo Jun | Đấu kiếm        | Men's Individual Foil              | 22 tháng 9   |
| Bạc        | Sung Ji-hyun, Kim So-yeong, Chang Ye-Na, Bae Youn-joo, Kim Ha-na, Jung Kyung-eun, Koh Eun-byeol, Yoo Hae-won, Go Ah-ra, Kim Hyo-min                                                                                                | Cầu lông        | Women's Team                       | 22 tháng 9   |
| Bạc        | Kim Sang-do, Kim Hyeon-jun, Han Jin-seop | Bắn súng        | Men's 10m Air Rifle Team           | 23 tháng 9   |
| Bạc        | Kim Dong-seon | Đua ngựa        | Dressage Individual                | 23 tháng 9   |
| Bạc        | Cho Ho-sung | Đua xe đạp      | Men's Omnium                       | 23 tháng 9   |
| Bạc        | Jung Eun-jung, Kim Jan-di, Bak Ji-yun, Kim Seong-yeon, Lee Jung-eun, Joung Da-woon | Judo            | Women's Team                       | 23 tháng 9   |
| Bạc        | Jeon Seo-yeong, Kim Seo-hee | Chèo thuyền     | Women's Coxless Pair               | 24 September |
| Bạc        | Lee Hak-beom | Chèo thuyền     | Men's Lightweight Single Sculls    | 24 tháng 9   |
| Bạc        | Kim In-won, Kim Hwi-gwan, Lee Seon-soo, Choi Do-sub | Chèo thuyền     | Men's Quadruple Sculls             | 24 tháng 9   |
| Bạc        | Yoo Sang-hoon | Wushu           | Men's Sanda 70kg                   | 24 tháng 9   |
| Bạc        | Kwon Jun-cheol, Park Bong-duk, You Jae-jin | Bắn súng        | Men's 50m Rifle Prone Team         | 25 tháng 9   |
| Bạc        | Kim Jun-hong, Kang Min-su, Jang Dae-kyu | Bắn súng        | Men's 25m Standard Pistol Team     | 25 tháng 9   |
| Bạc        | Kim Jun-hong | Bắn súng        | Men's 25m Standard Pistol          | 25 tháng 9   |
| Bạc        | Kim Dong-yong | Chèo thuyền     | Men's Single Sculls                | 25 tháng 9   |
| Bạc        | Kim Seul-gi, Ma Se-rom, Jeon Seo-yeong, Kim A-rum | Chèo thuyền     | Women's Quadruple Sculls           | 25 tháng 9   |
| Bạc        | Kim Mi-jin, Son Hye-kyoung, Lee Bo-na | Bắn súng        | Women's Double Trap Team           | 25 tháng 9   |
| Bạc        | Choi In-jeong, Shin A-lam, Kim Myoung-sun, Choi Eun-sook | Đấu kiếm        | Women's Team Épée                  | 25 tháng 9   |
| Bạc        | Park Tae-hwan | Bơi lội         | Men's 100m Freestyle               | 25 tháng 9   |
| Bạc        | Yang Hak-seon | Thể dục dụng cụ | Men's Vault                        | 25 tháng 9   |
| Bạc        | Lee Da-lin, Yang Ji-won, An Se-hyeon, Ko Mi-so | Bơi lội         | Women's 4 x 100m Medley Relay      | 25 tháng 9   |
| Bạc        | Jeong Mi-ra, Yoo Seo-young, Kim Seol-a | Bắn súng        | Women's 50m Rifle 3 Positions Team | 26 tháng 9   |
| Bạc        | Jeong Mi-ra | Bắn súng        | Women's 50m Rifle 3 Positions      | 26 tháng 9   |
| Bạc        | Kim Min-jae | Cử tạ           | Hạng 105kg nam                     | 26 tháng 9   |
| Bạc        | Jeong Hye-rim, Heo Min-ho, Kim Gyu-ri, Kim Ji-hwan | 3 môn phối hợp  | Mixed Team Relay                   | 26 tháng 9   |
| Bạc        | Choi Yong-hee, Min Li-hong, Yang Young-ho | Bắn cung        | Men's Team Compound                | 27 tháng 9   |
| Bạc        | Seok Ji-hyun | Bắn cung        | Women's Individual Compound        | 27 tháng 9   |
| Bạc        | Kim Jong-hyun, Han Jin-seop, Kwon Jun-cheol | Bắn súng        | Men's 50m Rifle 3 Positions Team   | 27 tháng 9   |
| Bạc        | Kim Min-ji, Kwak Yu-hyun, Son Hye-kyoung | Bắn súng        | Women's Skeet Team                 | 27 tháng 9   |
| Bạc        | Oh Man-ho | Đấu vật         | Men's Freestyle 70kg               | 27 tháng 9   |
| Bạc        | Go Jae-uk, Hong Seung-hyun, Im An-soo, Jeon Young-man, Jeong Won-deok, Kim Hyun-jun, Kim Young-man, Park Hyeong-eun, Shim Jae-chul, Shin Choo-kwang, Sin Seung-tae, Woo Gyeong-han                                                 | Cầu mây         | Men's Team                         | 28 tháng 9   |
| Bạc        | Chang Hye-jin | Bắn cung        | Women's Individual Recurve         | 28 tháng 9   |
| Bạc        | Park Gyeol, Choi Hye-jin, Lee So-young | Golf            | Women's Team                       | 28 tháng 9   |
| Bạc        | Kim Nam-hun | Golf            | Men's Individual                   | 28 tháng 9   |
| Bạc        | Kim Nam-hun, Youm Eun-ho, Kong Tae-hyun, Kim Young-woong | Golf            | Men's Team                         | 28 tháng 9   |
| Bạc        | Yoo Yeon-seong, Lee Yong-dae | Cầu lông        | Men's Doubles                      | 28 tháng 9   |
| Bạc        | Lee Sun-ja, Lee Min, Lee Hye-ran, Kim You-jin | Đua thuyền      | Women's K-4 500m                   | 29 tháng 9   |
| Bạc        | Kim Yeong-nam, Woo Ha-ram | Nhảy cầu        | Men's Synchronised 10m Platform    | 29 tháng 9   |
| Bạc        | Lee Na-young, Son Yun-hee, Jung Da-wun, Kim Jin-sun, Lee Yeong-seung, Jeon Eun-hee | Bowling         | Women's Team of 5                  | 30 tháng 9   |
| Bạc        | Yoon Jeong-yeon | Taekwondo       | Women's -53kg                      | 30 tháng 9   |
| Bạc        | Jeong Sang-eun, Joo Se-hyuk, Kim Dong-hyun, Kim Min-seok, Lee Jung-woo | Bóng bàn        | Men's Team                         | 30 tháng 9   |
| Bạc        | Kim Byoung-jun | Điền kinh       | Men's 110m Hurdles                 | 30 tháng 9   |
| Bạc        | Kim Deok-hyeon | Điền kinh       | Men's Long Jump                    | 30 tháng 9   |
| Bạc        | Park Chil-sung | Điền kinh       | Men's 50km Race Walk               | 1 tháng 10   |
| Bạc        | Park Gun-woo, Chae Bong-jin, Cho Sung-min, Kim Sung-wok, Yang Ho-yeob | Sailing         | Open Match Racing                  | 1 tháng 10   |
| Bạc        | Park Ji-na | Quyền anh       | Women's Light                      | 1 tháng 10   |
| Bạc        | Lee Se-yeol | Đấu vật         | Men's Greco-Roman 85kg             | 1 tháng 10   |
| Bạc        | Kim Yong-min | Đấu vật         | Men's Greco-Roman 130kg            | 1 tháng 10   |
| Bạc        | Son Yeon-jae, Gim Yun-hee, Lee Da-ae, Lee Na-kyung | Thể dục dụng cụ | Women's Rhythmic Team              | 1 tháng 10   |
| Bạc        | Kim Ji-yeon, Yoon Soo-jung | Quần vợt mềm    | Women's Doubles                    | 2 tháng 10   |
| Bạc        | Yang Soo-jin | 5 môn phối hợp  | Women's Individual                 | 2 tháng 10   |
| Bạc        | Lee Won-jin | Taekwondo       | Women's -67kg                      | 2 tháng 10   |
| Bạc        | Park Se-jung, Park Bong-go, Seong Hyeok-je, Yeo Hosua, Choi Dong-baek | Điền kinh       | Men's 4 x 400m Relay               | 2 tháng 10   |
| Bạc        | Park Jung-geu, Jeong Yi-kyeong, Sim Jae-bok, Park Kyung-suk, Yu Dong-geun, Jung Su-young, Lee Sang-uk, Lim Duk-jun, Oh Yun-suk, Lee Dong-myung, Hwang Do-yeop, Yoon Ci-yoel, Lee Hyeon-sik, Lee Eun-ho, Eom Hyo-won, Lee Chang-woo | Bóng ném        | Men's Team                         | 2 tháng 10   |
| Bạc        | Jung Jin-hwa | 5 môn phối hợp  | Men's Individual                   | 3 tháng 10   |
| Bạc        | Kim Young-man, Im An-soo, Jeong Won-deok, Park Hyeong-eun, Shim Jae-chul | Cầu mây         | Men's Regu                         | 3 tháng 10   |
| Bạc        | Kim I-seul, Lee Jin-hee, Lee Min-ju, Park Seon-ju, Sim Su-yeon | Cầu mây         | Women's Regu                       | 3 tháng 10   |
| Bạc        | Lim Hyun-chul | Quyền anh       | Men's Light Welter                 | 3 tháng 10   |
| Bạc        | Kim Hyeong-kyu | Quyền anh       | Men's Light Heavy                  | 3 tháng 10   |

#### Huy chương đồng
| Huy chương | Tên | Bộ môn          | Nội dung                          | Ngày       |
| ---------- | --- | --------------- | --------------------------------- | ---------- |
| Đồng       | Kim Won-jin | Judo            | Nam -60kg                         | 20 tháng 9 |
| Đồng       | Jung Bo-kyung | Judo            | Nữ -48kg                          | 20 tháng 9 |
| Đồng       | Jung Eun-jung | Judo            | Nữ -52kg                          | 20 tháng 9 |
| Đồng       | Jin Jong-oh | Bắn súng        | 10m súng ngắn nam                 | 21 tháng 9 |
| Đồng       | Jung Chang-hee, Lee Young-sik, Shin Hyun-woo | Bắn súng        | Men's Trap team                   | 21 tháng 9 |
| Đồng       | Seo Hee-ju | Wushu           | Women's Jianshu / Qiangshu        | 21 tháng 9 |
| Đồng       | Bang Gui-man | Judo            | Nam -73kg                         | 21 tháng 9 |
| Đồng       | Park Tae-hwan | Bơi lội         | Men's 200m Freestyle              | 21 tháng 9 |
| Đồng       | Nam Hyun-hee | Đấu kiếm        | Women's Individual Foil           | 21 tháng 9 |
| Đồng       | Kim Seol-a, Kim Gae-nam, Jeong Mi-ra | Bắn súng        | Women's 10m Air Rifle Team        | 22 tháng 9 |
| Đồng       | Gwak Dong-han | Judo            | Nam -90kg                         | 22 tháng 9 |
| Đồng       | Cho Gu-ham | Judo            | Nam -100kg                        | 22 tháng 9 |
| Đồng       | Kim Sung-min | Judo            | Nam +100kg                        | 22 tháng 9 |
| Đồng       | Kim Eun-kyeong | Judo            | Nữ +78kg                          | 22 tháng 9 |
| Đồng       | Choi In-jeong | Đấu kiếm        | Women's Individual Épée           | 22 tháng 9 |
| Đồng       | Nam Ki-woong, Yang June-hyuck, Jeong Jeong-soo, Park Tae-hwan | Bơi lội         | Men's 4 x 200m Freestyle Relay    | 22 tháng 9 |
| Đồng       | Lee Sang-wook | Thể dục dụng cụ | Men's Individual All-Around       | 23 tháng 9 |
| Đồng       | Yun Na-rae | Thể dục dụng cụ | Women's Individual All-Around     | 23 tháng 9 |
| Đồng       | Kang Yeong-sik | Wushu           | Men's Sanda 60kg                  | 23 tháng 9 |
| Đồng       | Kim hye-bin | Wushu           | Women's Sanda 52kg                | 23 tháng 9 |
| Đồng       | Park Tae-hwan | Bơi lội         | Men's 400m Freestyle              | 23 tháng 9 |
| Đồng       | Eum Bit-na | Bắn súng        | Women's 50m Rifle Prone           | 24 tháng 9 |
| Đồng       | Lee Na-young | Bowling         | Women's Singles                   | 24 tháng 9 |
| Đồng       | Park Min-soo | Thể dục dụng cụ | Men's Pommel Horse                | 24 tháng 9 |
| Đồng       | Kim Sung-kyum, Yang June-hyuck, Nam Ki-woong, Park Tae-hwan, Park Seon-kwan | Bơi lội         | Men's 4 x 100m Freestyle Relay    | 24 tháng 9 |
| Đồng       | Park Bong-duk | Bắn súng        | Men's 50m Rifle Prone             | 25 tháng 9 |
| Đồng       | Heo Jun, Son Young-ki, Kim Min-kyu, Kim Hyo-gon | Đấu kiếm        | Men's Team Foil                   | 25 tháng 9 |
| Đồng       | Na Ah-reum | Đua xe đạp      | Women's Omnium                    | 25 tháng 9 |
| Đồng       | Yang Jung-doo | Bơi lội         | Men's 50m Butterfly               | 25 tháng 9 |
| Đồng       | Lee Chang-ho | Cử tạ           | Nam 94kg                          | 25 tháng 9 |
| Đồng       | Yun Na-rae | Thể dục dụng cụ | Women's Floor                     | 25 tháng 9 |
| Đồng       | Kim Young-min, Jang Dae-kyu, Kim Jin-il | Bắn súng        | Men's 25m Center Fire Pistol Team | 26 tháng 9 |
| Đồng       | Bang Si-re | Đua ngựa        | Eventing Individual               | 26 tháng 9 |
| Đồng       | Park Eun-ok, Song Sun-mi, Yang Yeon-soo, Lee Ji-hyun | Squash          | Women's Team                      | 26 tháng 9 |
| Đồng       | Lee Yeong-seung, Jung Da-wun | Bowling         | Women's Doubles                   | 26 tháng 9 |
| Đồng       | Park Seon-kwan, Choi Kyu-woong, Chang Gyu-cheol, Park Tae-hwan, Im Tae-jeong, Ju Jang-hun, Yun Seok-hwan, Kim Sung-kyum | Bơi lội         | Men's 4 x 100m Medley Relay       | 26 tháng 9 |
| Đồng       | Jeong You-jin | Bắn súng        | Men's 10m Running Target Mixed    | 27 tháng 9 |
| Đồng       | Bae Youn-joo | Cầu lông        | Women's Singles                   | 27 tháng 9 |
| Đồng       | Kim Ki-jung, Kim Sa-rang | Cầu lông        | Men's Doubles                     | 27 tháng 9 |
| Đồng       | Yun Jun-sik | Đấu vật         | Men's Freestyle 57kg              | 27 tháng 9 |
| Đồng       | Kim Hyun-sub | Điền kinh       | Men's 20km Race Walk              | 28 tháng 9 |
| Đồng       | Oh Jin-hyek, Lee Seung-yun, Ku Bon-chan | Bắn cung        | Men's Team Recurve                | 28 tháng 9 |
| Đồng       | Lee Yeong-seung, Jeon Eun-hee, Kim Jin-sun | Bowling         | Women's Trios                     | 28 tháng 9 |
| Đồng       | Jeon Yeong-eun | Điền kinh       | Women's 20km Race Walk            | 28 tháng 9 |
| Đồng       | Choi Bok-eum, Park Jong-woo, Kim Kyung-min | Bowling         | Men's Trios                       | 28 tháng 9 |
| Đồng       | Hwang Eun-ju | Đấu vật         | Women's Freestyle 75kg            | 28 tháng 9 |
| Đồng       | Jin Min-sub | Điền kinh       | Men's Pole Vault                  | 28 tháng 9 |
| Đồng       | Lee Sun-ja | Đua thuyền      | Women's K-1 500m                  | 29 tháng 9 |
| Đồng       | Lee Seung-chul | Đấu vật         | Men's Freestyle 61kg              | 29 tháng 9 |
| Đồng       | Lee Sang-kyu | Đấu vật         | Men's Freestyle 74kg              | 29 tháng 9 |
| Đồng       | Kim Gwan-uk | Đấu vật         | Men's Freestyle 86kg              | 29 tháng 9 |
| Đồng       | Nam Koung-jin | Đấu vật         | Men's Freestyle 125kg             | 29 tháng 9 |
| Đồng       | Kim Dong-hoon | Quần vợt mềm    | Men's Singles                     | 30 tháng 9 |
| Đồng       | Kim Ae-kyung | Quần vợt mềm    | Women's Singles                   | 30 tháng 9 |
| Đồng       | Kim Yeong-nam, Woo Ha-ram | Nhảy cầu        | Men's Synchronised 3m Springboard | 30 tháng 9 |
| Đồng       | Song Young-geon | Taekwondo       | Nam -74kg                         | 30 tháng 9 |
| Đồng       | Shin Yeong-rae | Taekwondo       | Nam -87kg                         | 30 tháng 9 |
| Đồng       | Lee Na-kyung, Choi Seo-eun | Sailing         | Women's 420                       | 30 tháng 9 |
| Đồng       | Lim Eun-ji | Điền kinh       | Women's Pole Vault                | 30 tháng 9 |
| Đồng       | Kang Hee-won | Bowling         | Men's All Events                  | 30 tháng 9 |
| Đồng       | Hwang Jung-soo, Cho Min-ki, Lee Jong-jun | Bắn súng        | Men's Skeet Team                  | 30 tháng 9 |
| Đồng       | Kim Na-mi | Nhảy cầu        | Women's 1m Springboard            | 1 tháng 10 |
| Đồng       | Woo Ha-ram | Nhảy cầu        | Men's 1m Springboard              | 1 tháng 10 |
| Đồng       | Kim Ji-yeon, Park Kyu-cheol | Quần vợt mềm    | Mixed Doubles                     | 1 tháng 10 |
| Đồng       | Cho So-hyun, Jung Seol-bin, Jeon Ga-eul, Yoo Young-a, Ji So-yun, Jun Min-kyung, Song Su-ran, Kim Hye-ri, Shim Seo-yeon, Kim Do-yeon, Lim Seon-joo, Choe Yu-ri, Park Hee-young, Kwon Hah-nul, Lee So-dam, Lee Young-ju, Shin Da-myeong, Kim Jung-mi | Bóng đá         | Women's Team                      | 1 tháng 10 |
| Đồng       | Yeo Hosua | Điền kinh       | Nam 200m                          | 1 tháng 10 |
| Đồng       | Eom Tae-deok, Ahn Hwan-gi, Heo Youn-chan, Hong Dong-ju, Jung Kwang-soo, Kim Gyung-tae, Kim Ki-dong, Kim Seong-ryeol, Lee Jang-kun, Park Hyun-il, Seo Dea-ho, Yook Sang-min                                                                         | Kabaddi         | Men's Team                        | 2 tháng 10 |
| Đồng       | Lee Sang-gwon, Park Kyu-cheol | Quần vợt mềm    | Men's Doubles                     | 2 tháng 10 |
| Đồng       | Choi Min-ji | 5 môn phối hợp  | Women's Individual                | 2 tháng 10 |
| Đồng       | Kim Do-won | Karate          | Nam -67kg                         | 2 tháng 10 |
| Đồng       | Son Yun-hee | Bowling         | Women's Masters                   | 2 tháng 10 |
| Đồng       | Kim Deok-hyeon | Điền kinh       | Men's Triple Jump                 | 2 tháng 10 |
| Đồng       | Lee Myung-ho, Oh Dae-keun, Lee Nam-yong, Kang Moon-kweon, Lee Seung-il, Yoon Sung-hoon, You Hyo-sik, Jung Man-jae, Kang Moon-kyu, Hyun Hye-sung, Hong Eun-seong, Kim Young-jin, Lee Seung-hoon, Kim Seong-kyu, Jang Jong-hyun, Nam Hyun-woo        | Khúc côn cầu    | Men's Team                        | 2 tháng 10 |
| Đồng       | Han Kun-kyu, Yoon Tae-il, Kim Jeong-min, Yang Young-hun, Oh Youn-hyung, Kim Sung-soo, Kim Gwong-min, Kim Hyun-soo, Park Wan-yong, Kim Nam-uk, Jeong Yeon-sik, Lee Yong-seung                                                                       | Bóng bầu dục    | Men's Team                        | 2 tháng 10 |
| Đồng       | Park Nam-hyeong | Quyền anh       | Men's Heavy                       | 2 tháng 10 |
| Đồng       | Jeon Ji-hee, Kim Min-seok | Bóng bàn        | Mixed Doubles                     | 2 tháng 10 |
| Đồng       | Jung Jin-hwa, Lee Woo-jin, Hwang Woo-jin, Jung Hwon-ho | 5 môn phối hợp  | Men's Team                        | 3 tháng 10 |
| Đồng       | Woo Ha-ram | Nhảy cầu        | Men's 10m Platform                | 3 tháng 10 |
| Đồng       | Lee Ji-hwan | Karate          | Nam -60kg                         | 3 tháng 10 |
| Đồng       | Han Sun-soo, Song Myung-geun, Shin Yung-suk, Lee Min-gyu, Park Sang-ha, Kwak Seung-suk, Bu Yong-chan, Choi Min-ho, Jeon Kwang-in, Park Chul-woo, Seo Jae-duck, Jeong Min-su                                                                        | Bóng chuyền     | Men's Team                        | 3 tháng 10 |
| Đồng       | Joo Sae-hyuk | Bóng bàn        | Men's Singles                     | 4 tháng 10 |
| Đồng       | Yang Ha-eun | Bóng bàn        | Women's Singles                   | 4 tháng 10 |
| Đồng       | Jang Min-soo | Karate          | Nam -84kg                         | 4 tháng 10 |
| Đồng       | Jang So-young | Karate          | Nữ -50kg                          | 4 tháng 10 |